# Понорница (роман)
Понорница је историјски роман српског књижевника Скендера Куленовића, објављен 1977. године за издавачку кућу Нолит. За овај роман је везана контроверза у вези са НИН-овом наградом,када је писац 25. јануара 1978. године обавештен да је добио награду, да би сат времена касније било одлучено да је награда додељена Петку Војнићу Пурчару. Скендер је исте вечери преминуо.

## Радња
Роман приповеда Мухамед, младић из беговске породице из Босне, који је учио исламске науке у Каиру, и који суочен са губитком вере, одлучује да посети своју породицу у домовини. Роман садржи дијапазон упечатљивих ликова из босанске чаршије, како муслимана, тако и хришћана, а у центру приче су Мухамедова запажања о њима, и понор који осећа јер не може да испуни очекивања своје породице. Ту су његов отац, господин бег, са великим имањем, сестра Арифа која се враћа кући побегавши из лошег брака, Сенија рођака која одбија просце и потајно је заљубљена у њега, Мурат брат који издржава породицу, Вепар, богати мушкарац који никога не слуша и само јури за женама, његов друг интелектуалац Тахирбег, али и два сликара, Јован, син његових кметова, чију сестру Зорку Мухамед заводи, као и Мухамедов млађи брат Хусеин, који бежи у Краков да студира уметност. Присутан је јаз између генерација, различитих народа и вероисповести.
Неки ликови су засновани на стварним особама из пишчеве породице, Хусеин је инпирисан Мухамедом Куленовићем, а Мурат инспирисан Музафером Куленовићем. Јован је вероватно осмишљен по узору на сликара Јована Бијелића, са којим је Скендеров брат становао.

## Извори
1. ↑  Skender Kulenović - Ponornica.
2. ↑  NIN.RS. „Uzimanje i vraćanje”. Nin online (на језику: српски). Приступљено 2025-05-29.